# Следи за дорогой
«Следи́ за доро́гой» (англ. Adopt a Highway) — американский драматический фильм 2019 года, режиссёром и сценаристом которого стал Логан Маршалл-Грин. В главной роли Итан Хоук. Премьера фильма состоялась 10 марта 2019 года на фестивале South by Southwest, в прокате — 1 ноября.

## Сюжет
Рассел вышел на свободу, отсидев 20 лет в тюрьме. Он пытается приспособиться к жизни, работая в закусочной и проживая в маленькой убогой квартире. Однажды ночью в мусорном баке он находит младенца и решает заботиться о нём.

## В ролях
- Итан Хоук — Расселл Миллингс
- Кристофер Хейердал — Джим
- Элейн Хендрикс — Дайан Спринг
- Крис Салливан — Оранкл
- Бетти Гэбриел — Дикс
- Энн-Мари Джонсон — Трейси Вестмор
- Милона Джексон — детектив Минарди
- Мо Макрэй — Уилсон
- Нейт Муни — бездомный
- Дайан Гаета — Бекка
- Лони Лав — Шер

## Релиз
Премьера фильма состоялась на фестивале South by Southwest 10 марта 2019 года. Вскоре после этого RLJE Films приобрела права на распространение фильма и выпустила его 1 ноября 2019 года.

## Критика
На агрегаторе рецензий Rotten Tomatoes рейтинг одобрения составляет 69% на основе 32 обзоров со средневзвешенной оценкой в 6,5/10. На Metacritic рейтинг, основанный на 11 рецензиях, составляет 53 балла из 100.